# Kristian Djurhuus

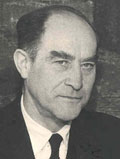
Kristian Djurhuus, 1954

Kristian Djurhuus (* 12. Februar 1895 in Tórshavn, Färöer in Dänemark; † 20. November 1984 in Tvøroyri) war ein färöischer Politiker und Staatsmann der Unionspartei (Sambandsflokkurin).

## Leben

### Familie
Kristian Djurhuus war der Sohn von Elin, geborene Larsen aus Porkeri, und Hans Andreas Djurhuus (1869–1949), einem Zimmermeister aus Tórshavn. Einer seiner Vorfahren war der Dichter Jens Christian Djurhuus (1773–1853) und die beiden Dichterbrüder Janus und Hans Andrias Djurhuus gehörten zu seiner Verwandtschaft.
Kristian Djurhuus heiratete 1917 Anna Margretha Nielsen. Aus der Ehe gingen vier Söhne hervor und die Familie lebte in Trongisvágur.

### Laufbahn
Im Jahre 1920 war Kristian Djurhuus zum Sysselmann (Sýslumaður) von Suðuroy ernannt worden, mit Sitz in Trongisvágur. Dieses Amt hatte er bis zu seinem Ausscheiden im Jahr 1965 für 45 Jahre innegehabt. Von 1926 bis 1934 gehörte Djurhuus dem Gemeinderat von Froðba an, dem er bis 1930 auch vorstand. Von 1932 bis 1962 und 1966 bis 1970 war er Mitglied des Løgtings, dessen Präsident er während der bewegten Jahre der Färöer im Zweiten Weltkrieg war.
Der Landesregierung der Färöer gehörte er als Minister von 1948 bis 1950, 1959 bis 1963 und 1967 bis 1968 an, während er in den Jahren 1950 bis 1958 und 1968 bis 1970 Ministerpräsident der Färöer war.
Die größte Krise in Djurhuus' Amtszeit als Regierungschef der Färöer war der Ärztestreit von Klaksvík (1952–1956), als das Attentat vom 20. November 1955 auf ihn einen der dramatischen Höhepunkte darstellte. Damals schoss ein unbekannter Täter auf sein Wohnhaus in Tvøroyri. Djurhuus blieb unversehrt.